# 醫戶
醫戶，是中國元代之專有名詞，正式名稱應是「太醫院戶」，隸屬太醫院管理。當時有人為了逃避差役，冒名混入「醫戶」的；或者父兄行醫，子弟雖不從事醫生的行業，仍由太醫院管領，（如關漢卿），與「民戶」有別。